# Kaguya (souris)
Pour les articles homonymes, voir Kaguya.
La souris Kaguya est la première souris ayant pour parents deux souris femelles, et n'étant pas née par clonage. Une de ses deux mères possédait un gène modifié de manière à agir comme un père au moment de la fécondation. C'était donc une souris knock-out. Elle a été nommée d'après un conte folklorique japonais, dans lequel la princesse Kaguya (Kaguya-hime), née sur la Lune, est retrouvée bébé à l'intérieur d'une tige de bambou.

## Le processus de parthénogénèse
Un processus appelé haploïdisation est utilisé pour retirer l'un des deux ensembles de chromosomes de certaines cellules, les laissant avec un seul, tout comme les gamètes normaux. Les chercheurs dirigés par Tomohiro Kono de l'Université d'agriculture de Tokyo utilisent des cellules de deux souris femelles différentes et les ont combinées pour créer un seul animal unique. Normalement, cela ne serait pas possible en raison de l'empreinte génétique nécessitant des gènes hérités du père pour un développement placentaire normal. Ils réussissent en utilisant un ovule d'un parent immature, réduisant ainsi l'empreinte maternelle et en le modifiant pour exprimer le gène Igf2, qui n'est normalement exprimé que par la copie paternelle du gène. Même avec cela, seuls deux des 457 œufs se sont développés jusqu'à maturité,,.

### Pas un clone
Il ne s'agit pas d'un animal cloné car des cellules de deux individus sont utilisées. La recherche se réfère au processus comme parthénogenèse . Tomohiro Kono, directeur de recherche, indique que l'objectif est de découvrir pourquoi les spermatozoïdes et les ovules sont nécessaires au développement des mammifères.
La souris Kaguya donne ensuite naissance à une progéniture conventionnelle.